# Pinsac
Pinsac is een gemeente in het Franse departement Lot (regio Occitanie) en telt 710 inwoners (1999). De plaats maakt deel uit van het arrondissement Gourdon.

## Geografie
De oppervlakte van Pinsac bedraagt 19,4 km², de bevolkingsdichtheid is 36,6 inwoners per km².
De onderstaande kaart toont de ligging van Pinsac met de belangrijkste infrastructuur en aangrenzende gemeenten.

## Demografie
Onderstaande figuur toont het verloop van het inwonertal (bron: INSEE-tellingen).

## Geboren in Pinsac
- Roger Vitrac (1899-1952), dichter en toneelschrijver